# Sanctuaire Notre Dame de Grâce
Sanctuaire Notre-Dame-de-Grâce ist ein Kloster in Rochefort du Gard (Département Gard) in Okzitanien in Frankreich. Es ist als Monument historique geschützt.

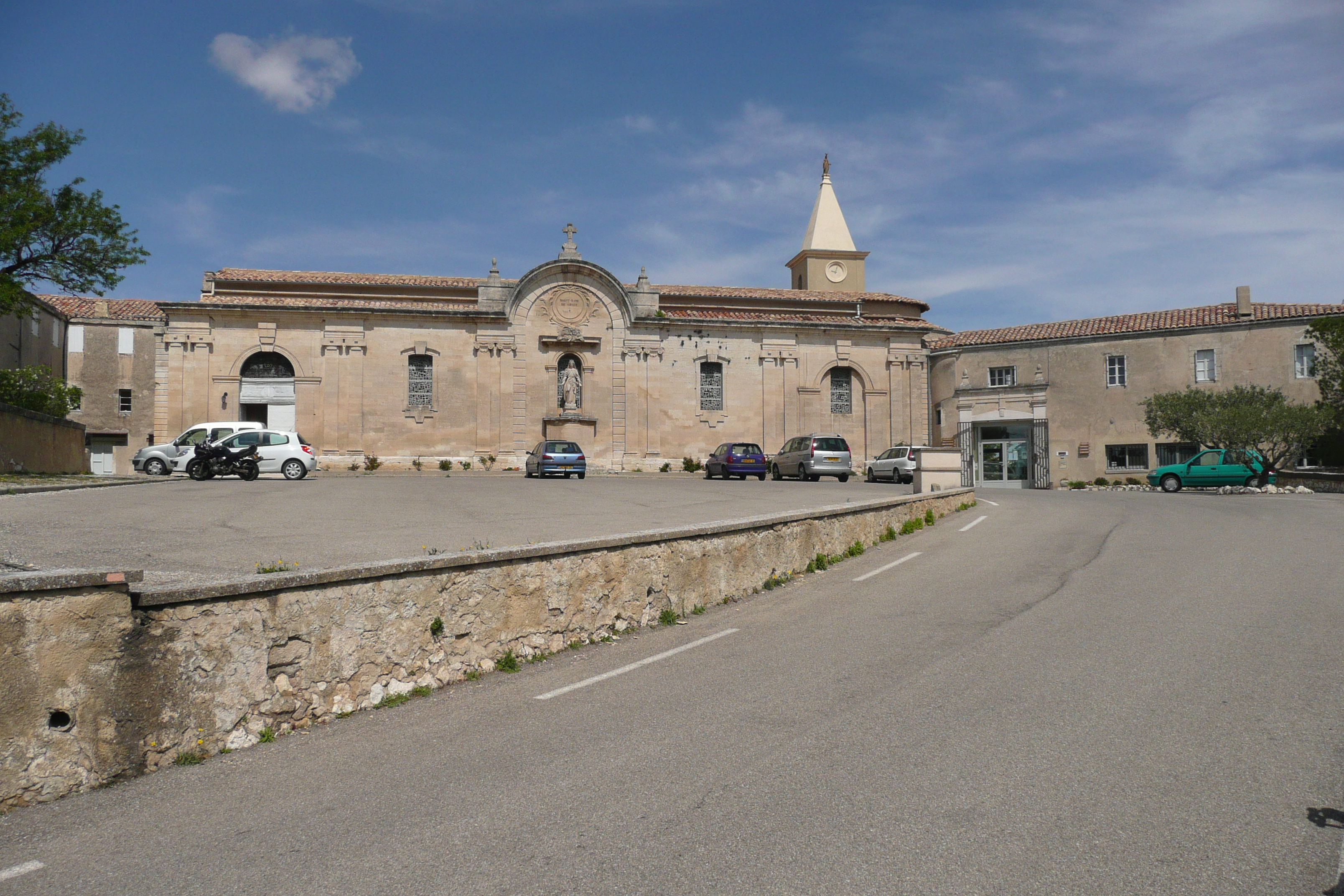
Hofansicht

Die erste Erwähnung (damals noch als Kapelle) erfolgte im Jahr 798. 1637 übernahm der Benediktinerorden die Kirche und gründete ein Kloster, das 1790 aufgehoben wurde. Von 1815 bis 1964 diente das Kloster den Maristen.
Die heutige Erscheinung geht auf den Wiederaufbau im Jahr 1696 zurück. 
Ein etwas befestigter Kreuzweg umrundet das Kloster am Fuß der Mauern.
Das Kloster bietet 60 Betten für Besucher und wird seit 2006 vom Bistum Nîmes bewirtschaftet.